# الشاذلي زويتن
الشاذلي زويتن (ولد 11 نوفمبر 1901 في المنستير وتوفي في 1 أغسطس 1963، هو رجل يحتل مكانة بارزة في تاريخ الترجي الرياضي التونسي وكرة القدم التونسية بشكل عام.

## سيرة شخصية
أول جراح أسنان تونسي، وهي مهنة مارسها في مكتبه في تونس، انضم إلى نادي الترجي الرياضي التونسي في عام 1922 كلاعب ثم كرئيس لأكثر من أربعين عامًا.
أعطى الشاذلي زويتن نادي الترجي الرياضي التونسي ألوانها الحالية (الدم والذهب) في عام 1924. وفي عام 1942 أطلق على النادي اسمه الحالي. تحت قيادته، أصبح النادي أكثر انخراطًا في النضال من أجل استقلال تونس، وبالتالي أصبح أكثر ارتباطًا بالفئات الشعبية في المجتمع التونسي التي لا يزال فريق الترجي يستمد شعبيته منها اليوم.
أكسبته مهاراته عدة وظائف في نفس الوقت: رئاسة الترجي الرياضي التونسي، الرابطة التونسية لكرة القدم، الاتحاد الأفريقي لكرة القدم، الهلال الأحمر، اللجنة الأولمبية الوطنية التونسية. في سن 23، ترشح لولاية أولى ثم ثانية كرئيس في عام 1930.
شغل هذه الوظيفة دون انقطاع حتى وفاته في 11 أغسطس 1963، وقيل أنه تُوفيَ في حادث مرور على الطريق الوطنية رقم 1 قرب بئر بورقبة بينما كان عائدا من المنستير.

## حياة خاصة
كان الشاذلي زويتن نجل المحامي يوسف زويتن وعائشة بورقيبة، وهو شقيق المحامي إسماعيل زويتن، القائد السابق (ممثل الوزير الأول) وأول مدير للأمن الوطني عند الاستقلال، وشقيق لأحمد زويتن، شخصية أخرى في كرة القدم التونسية.
أنجب ابنته نائلة التي تزوجت الحبيب بورقيبة الابن نجل رئيس الجمهورية التونسية الحبيب بورقيبة.

## تكريم
في الوقت الحاضر، يحمل ملعب في تونس اسمه.